# Barcella odora
Barcella odora là loài thực vật có hoa thuộc họ Arecaceae. Loài này được (Trail) Drude mô tả khoa học đầu tiên năm 1881.